# Andrea Grossegger
Andrea Grossegger (* 20. Oktober 1963 in Hard, Vorarlberg) ist eine ehemalige österreichische Biathletin.
Grossegger war über 30 Jahre lang die einzige österreichische Biathletin, die jemals bei Weltmeisterschaften eine Medaille gewonnen hat. Dieser Erfolg gelang der in Saalfelden lebenden Vorarlbergerin gleich bei den 1. Biathlon-Weltmeisterschaften der Frauen 1984 im französischen Chamonix, als sie im Sprintrennen über damals noch 5 km hinter der Russin Wenera Tschernyschowa und der Norwegerin Sanna Grønlid die Bronzemedaille erreichte.
Gemeinsam mit ihrem Mann Reinhard Grossegger betreut sie heute mit dem HSV Saalfelden einen der erfolgreichsten Biathlonvereine Österreichs. Ihr Sohn Sven Grossegger ist ebenfalls Biathlet.